# Quercus aliena
Quercus aliena conegut com roure de fulla gran o roure blanc oriental, és un roure caducifoli que pertany a la família de les fagàcies i està dins de la secció dels roures blancs, que són els roures blancs d'Europa, Àsia i Amèrica del Nord. El seu nom comú en anglès és Coastal sage scrub oak.

## Descripció
En general Quercus aliena fa entre 10 i 15 m d'alçada, amb exemplars excepcionals poden fer una alçada de fins a 20 m. La seva capçada és estesa, arrodonida i la seva escorça és de color marró grisenc. Les fulles són obovades a oblongues de 10 a 25 cm de longitud i 5 a 10 cm d'amplada, d'apèndix agut i base bressolada, amb les vores sinuoses dentades amb 10 o 15 lòbuls a cada costat, de color verd groguenc a la cara superior i amb un turment blanc grisenc o verd blavós a la cara inferior i que a la tardor es tornen de color grogues. Les flors són grogues i monoiques, és a dir, que són masculines o femenines però ambdós sexes poden trobar-se en una mateixa planta i són polinitzades pel vent. Generalment apareixen a la primavera, (a l'est d'Àsia, entre el mes d'abril i maig), i els glans maduren uns 3 mesos després, (a l'Àsia entre setembre i octubre). Aquestes són ovoides de 2 a 2,5 cm de longitud i creixen individualment o en grups de 2 o de 3 amb la cúpula que les recobreix un terç o fins a la meitat.

## Ecologia

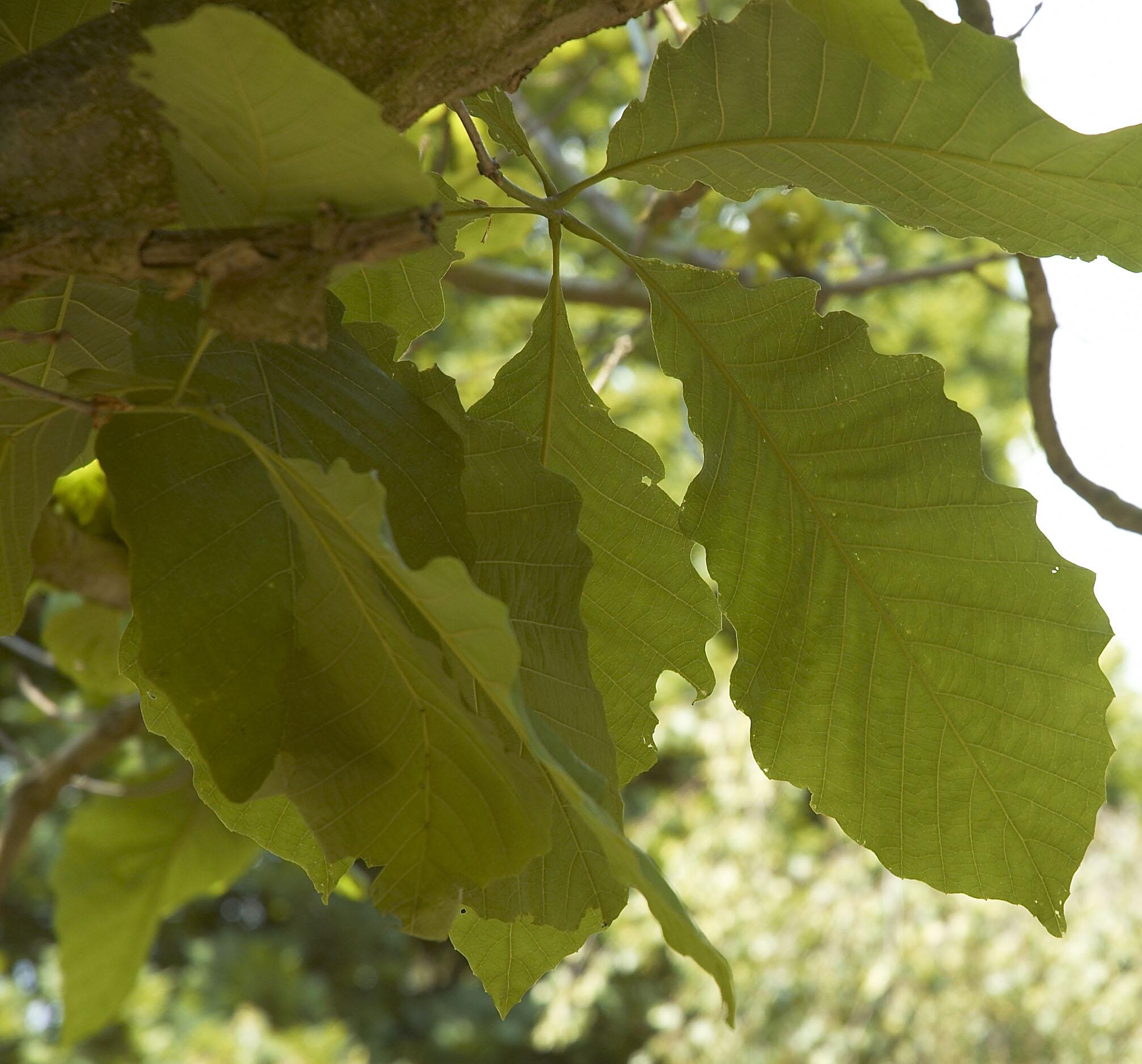
Fulles de Quercus aliena de 10 a 25 cm de longitud.

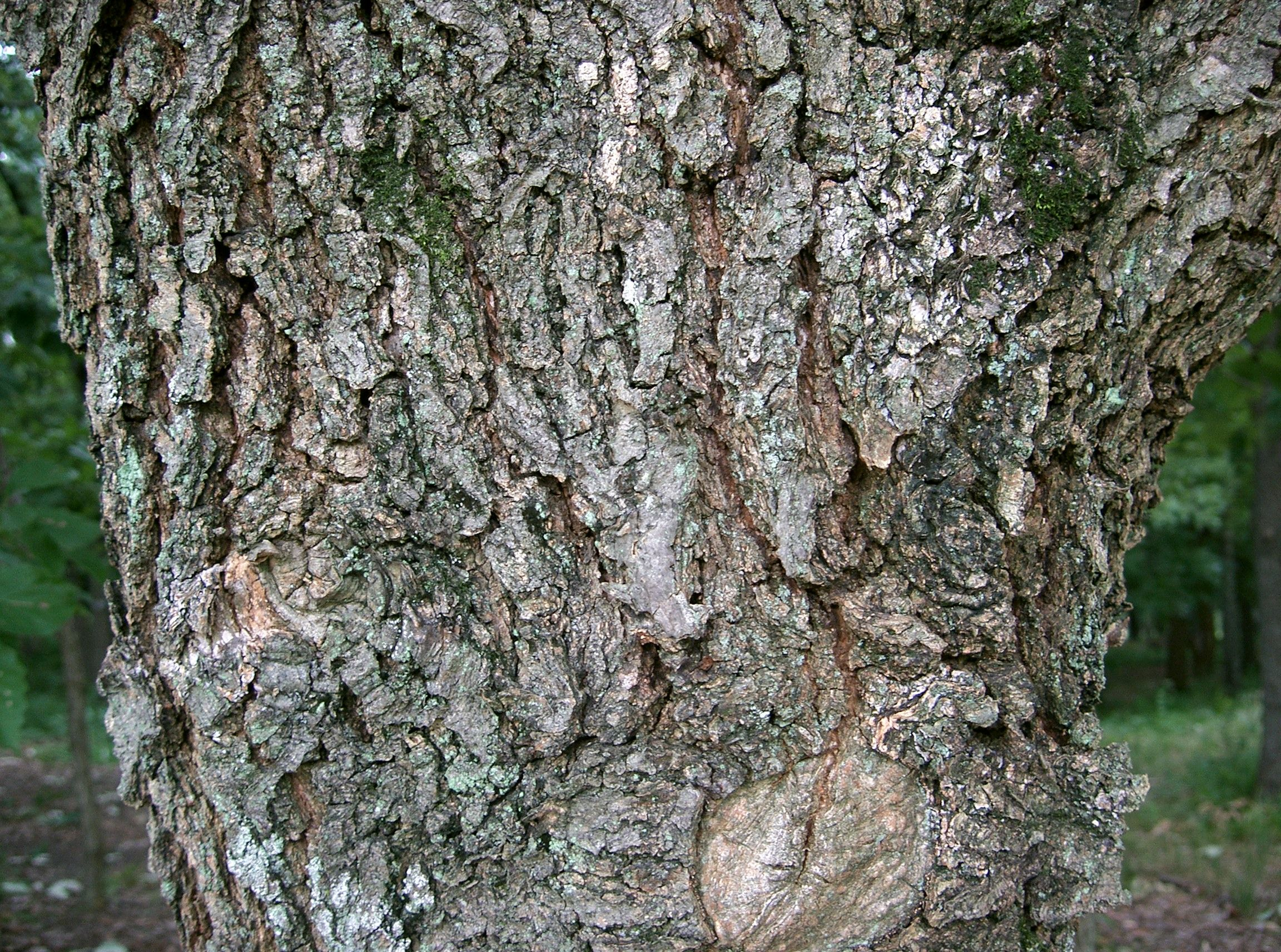
Escorça d'un Quercus aliena adult.

Quercus aliena es reprodueix naturalment a l'est d'Àsia, Xina, Japó i Corea; i es va introduir a Europa el 1908. A la Xina, en general, habita entre els 1000 i 1600 msnm, i en els boscos mixtos mesopotàmics es troba entre els 100 i els 2700 msnm. És un arbre sensible a les gelades, i creix en sòls humits mig margosos o pesats o argilosos, preferentment àcids, neutres o bàsicament alcalins. Es pot desenvolupar sota l'ombra parcial dels boscos oberts o millor encara a ple sol. Si bé aquest arbre pot tolerar forts vents, no creix en àrees properes a les costes marítimes.
La cobertura de les seves fulles repel·leix als llimacs, cucs, etc., però el roure de fulla gran és atacat per larves de diferents insectes produint agalles sobre l'escorça de l'arbre, d'on les larves obtenen els nutrients provinents de les excrescències de l'arbre.

## Importància econòmica i cultural
La fusta del roure de fulla gran és de gran valor local i s'utilitza principalment en la construcció d'embarcacions.
Les glans, d'uns 25 mm de llarg, són assecades i moltes fins a obtenir una pols que s'utilitza barrejant amb altres cereals per fer pa. A més les glans del roure de fulla gran contenen tanins amargants i torrades són utilitzades com un substitut del cafè.

## Cultiu
A causa del fet que les seves llavors s'assequen, perden ràpidament el seu poder de germinació i només es poden guardar durant l'hivern en llocs humits i freds; però serà millor sembrar-les tan aviat com caiguin al sòl en llentiscles a l'aire lliure, encara que deuen ser protegides de ratolins, esquirols i altres animals que cerquen aquest apreciat aliment. També poden ser sembrades petites quantitats de llavors en testos profunds, sembre en ambients freds, però, com que elQuercus aliena produeix una arrel molt profunda, ha de ser trasplantat en la seva posició definitiva tan aviat com sigui possible. De fet, els millors roures de fulla gran provenen de les llavors sembrades directament en el terreny. Així mateix aquests roures no han de romandre en els vivers per més de 2 temporades, en cas contrari el seu desplaçament o trasplantament no seria apropiat.

## Taxonomia
Quercus aliena va ser descrita por Carl Ludwig Blume i publicat a Museum Botanicum 1(19): 298. 1850.
Etimologia
Quercus: nom genèric del llatí que designava igualment al roure i a l'alzina.
aliena: epítet llatí que significa "no relacionada".
Varietats
- Quercus aliena var. acutiserrata Maxim.
- Quercus aliena var. alticupuliformis H.Wei Jen & L.M.Wang
- Quercus aliena var. pellucida Blume

Sinonímia
- Quercus acutidentata (Maxim. ex Wenz.) Koidz.
- Quercus hirsutula Blume
- Quercus holosericea Blume
- Quercus nara A.DC.[8]